# Umri Kalan
Umri Kalan is een nagar panchayat (plaats) in het district Moradabad van de Indiase staat Uttar Pradesh. 

## Demografie
Volgens de Indiase volkstelling van 2001 wonen er 15.290 mensen in Umri Kalan, waarvan 52% mannelijk en 48% vrouwelijk is. De plaats heeft een alfabetiseringsgraad van 32%. 